# アルテム・ミレフスキー
アルテーム・ヴォロディームィロヴィチ・ミレーウスキー（ウクライナ語: Артем Володимирович Мілевський, ラテン文字表記: Artem Volodymyrovych Milevskyy, ベラルーシ語: Арцём Уладзіміравіч Мілеўскі, 1985年1月12日 - ）は、ソビエト連邦（現ベラルーシ）・ミンスク出身の元ウクライナ代表サッカー選手。現役時代のポジションはFW。
2001年にウクライナの市民権を獲得している。

## 経歴
ミンスクにあるスメナ・アカデミー（現FCミンスクアカデミー）でサッカーを始め、U-16ヨーロッパ選手権にベラルーシ代表として出場。その後、ワールドカップに出るため、2001年にウクライナの市民権を獲得。
2005年のワールドユース、2006年U-21欧州選手権と着実に年代別のトップチームとしての活躍を納めたことを認められ、2006 FIFAワールドカップのメンバーに選ばれ、グループリーグのサウジアラビア戦でA代表デビューを飾った。2008年2月6日の親善試合・キプロス戦で代表初ゴールを記録。2009年9月5日のワールドカップ予選・アンドラ戦では1試合2得点を記録した。
2009-10シーズンから、背番号が25から10へと変更並びに新キャプテンへと任命された。
2013年夏に契約満了のためFCディナモ・キーウを退団、9月にガズィアンテプスポルに加入したが出場機会に恵まれず、2014年1月に契約解除し2月20日にカザフスタン・プレミアリーグのFCアクトベに加入することが発表されたが、1週間後に契約がキャンセルされた。
2016年9月1日、リーガ1のCSコンコルディア・キアジナからFNLのFCトスノに2年契約で移籍した。
2017年、FCディナモ・ブレストに移籍。2018年にキシュヴァールダFCに移籍するが、2019年1月にFCディナモ・ブレストに復帰した。
2020年12月24日、FKミナイに移籍。
2021年9月23日、現役引退を表明した。

## 代表歴

### 出場大会
- ウクライナ代表
  - 2006 FIFAワールドカップ

### 試合数
- 国際Aマッチ 50試合 8得点（2006年-2012年）[10]

| ウクライナ代表 | 国際Aマッチ | 国際Aマッチ |
| 年             | 出場        | 得点        |
| -------------- | ----------- | ----------- |
| 2006           | 6           | 0           |
| 2007           | 5           | 0           |
| 2008           | 5           | 1           |
| 2009           | 11          | 3           |
| 2010           | 6           | 1           |
| 2011           | 9           | 2           |
| 2012           | 8           | 1           |
| 通算           | 50          | 8           |

## タイトル

### クラブ
ディナモ・キエフ
- ウクライナ・プレミアリーグ : 2002-03, 2003-04, 2006-07, 2008-09
- ウクライナ・カップ : 2002-03, 2004-05, 2005-06, 2006-07
- ウクライナ・スーパーカップ : 2004, 2006, 2007, 2009, 2011

ディナモ・ブレスト
- ベラルーシ・プレミアリーグ : 2019
- ベラルーシ・カップ : 2017-18

### 個人
- ウクライナ・リーグ得点王 : 2009-10（19得点）